# Hasse Mattisson
Hans Åke Krister "Hasse" Mattisson, född 29 augusti 1972 i Husie, är en svensk fotbollstränare och före detta fotbollsspelare. Han spelade under många år i Malmö FF där han nådde en närmast ikonlik ställning. Han är sedan 2020 tränare i Vellinge IF.
Mattisson kom till Malmö FF från Husie IF i december 1995. Han är främst mittfältare men har även fått hoppa in som högerback. Mattisson har lite skämtsamt fått smeknamnet "Hasse-Brasse", då han under 2005 var strålande i flera matcher. Han överraskade supportrarna med dribblingsräder och tvåfotsfinter, och röjde dessutom runt i boxen och hamnade helt rättvist i målprotokollet ett antal gånger. Annars är han mest känd som en lojal lagspelare och ett ständigt kämpande rivjärn.
Han har spelat över 340 matcher för Malmö FF och hans främsta merit från fotbollen är klubbens SM-guld 2004. Han spelade för Malmö FF efter att klubben åkte ur allsvenskan 1999 och var med då klubben återkom till den högsta divisionen. I augusti 2006 värvades han till Halmstads BK för att ersätta skadade Magnus Svensson.
Inför säsongen 2008 bestämde sig Mattisson för att varva ner och kommer att spela och vara assisterande tränare i Dalby GIF. Han har även fått jobb på MFF:s Marknadsföringsavdelning. 
2008 såldes "legendtröjor" på MFF supports officiella shop. Hans-tröjan som var en av flera legender, tog slut på mindre än 2 timmar.
Tränare för Höörs IS säsongen 2011.
Totalt antal A-lagsmatcher och mål i Malmö FF: 350 matcher, 30 mål.
Varav allsvenska matcher och allsvenska mål i Malmö FF: 171 matcher 16 mål.